# Мартинес, Серхио Даниэль
Се́рхио Даниэ́ль Марти́нес Альсу́ри (исп. Sergio Daniel Martínez Alzuri; род. 15 февраля 1969, Монтевидео или Барселона) — уругвайский футболист, который выступал на позиции нападающего.

## Клубная карьера
Воспитанник футбольной школы клуба «Дефенсор Спортинг». Профессиональную карьеру начал в 1986 году в основной команде того же клуба, в которой провел пять сезонов, приняв участие в 29 матчах чемпионата. За это время завоевал титул чемпиона Уругвая.
В течение 1991—1992 годов защищал цвета «Пеньяроля».
Своей игрой за последнюю команду привлек внимание представителей тренерского штаба «Боки Хуниорс», к которой присоединился в 1992 году. Сыграл за команду из Буэнос-Айреса следующие шесть сезонов своей игровой карьеры. Большую часть времени, проведённого в составе «Боки», был основным игроком атакующей линии команды. Был одним из главных бомбардиров команды, имея среднюю результативность на уровне 0,58 гола за игру, а по итогам Апертуры 1993 и Клаусуры 1997 становился лучшим бомбардиром чемпионата (12 и 15 голов соответственно). Кроме того, Мартинес помог «Боке» выиграть чемпионат Аргентины в 1992 году, а также Золотой Кубок в 1993 году.
В январе 1998 года Мартинес перебрался в испанский «Депортиво», но закрепиться в команде так и не сумел, сыграв лишь в трех матчах Ла Лиги.
Завершил профессиональную игровую карьеру в «Насьонале», за который выступал в 2000—2001 годах. За это время добавил в перечень своих трофеев ещё два титула чемпиона Уругвая.

## Международная карьера
В 1989 году дебютировал в официальных матчах в составе сборной Уругвая. В том же году был включён в заявку на розыгрыш Кубка Америки 1989 в Бразилии, где вместе с командой завоевал «серебро», уступив первое место хозяевам соревнования.
В следующем году в составе сборной был участником чемпионата мира 1990 года в Италии, после чего ещё три раза выступал на Кубках Америки — в 1991 году в Чили, в 1995 году в Уругвае, когда уругвайцы выиграли турнир, и 1997 году в Боливии.
Всего в течение карьеры в национальной команде, которая длилась восемь лет, провёл 34 матча, забив 14 голов.

## Достижения

### Командные
«Дефенсор Спортинг»
- Чемпион Уругвая: 1987

«Насьональ»
- Чемпион Уругвая: 2000, 2001

«Бока Хуниорс»
- Чемпион Аргентины: Апертуры 1992

Сборная
- Обладатель Кубка Америки 1995 года

### Индивидуальные
- Лучший бомбардир чемпионата Аргентины: Апертура 1993 (12 голов), Клаусура 1997 (15 голов)